# Chafik Gourichy
Chafik Gourichy (* 5. Dezember 2000) ist ein französischer Fußballspieler. 

## Leben
In seiner Jugend spielte Chafik Gourichy für CSO Amnéville. Im Jahr 2020 spielt er kurz für die erste Mannschaft des Vereins, ehe er 2021 zum EC Gandrange wechselte. Im Juli 2023 wechselte er zum US Thionville. 
Ab Juli 2024 spielte Gourichy für den 1. FC Saarbrücken in der 3. Liga. Sein Pflichtspieldebüt hatte er am 11. August 2024, als er im Spiel gegen den SV Sandhausen eingewechselt wurde. Im Sommer 2025 verließ er Saarbrücken und ist seitdem vereinslos.